# Prasinophytina
Las prasinofitas son un grupo de microalgas unicelulares verdes flageladas marinas. Conforman un grupo basal parafilético de clorofitas (eucariotas) que se consideran primitivas. El género más conocido es Ostreococcus, que se considera que es el más menudo (cerca de 0.95 μm) de los eucariontes de vida libre y que se ha detectado en hábitats marinos de todo el mundo. Las prasinofitas se cree que tienen una baja complejidad celular con un solo cloroplasto y un único mitocondrio. También tienen unos genoma muy reducidos dentro de los eucariontes (unos 12Mbp).
Los primeros registros fósiles de prasinofitas corresponden al proterozoico y llegan a la actualidad. Algunas especies de prasinofitas son muy similares a los acritarcos y se discute la afinidad de algunas especies de estos últimos respecto de las prasinofitas.
Tasmanites es una especie de ficoma que puede aparecer asociado a depósitos de hidrocarburos. Presenta puntuaciones regulares. Aunque algunos autores discuten su afinidad.
Como excepción, hay un grupo multicelular, el de las Palmophyllales. Las demás son simples y unicelulares, y se ha sugerido que organismos del tipo prasinofita flagelados serían los antecesores de todas las plantas verdes (clados Chlorophyta y Streptophyta).

## Ciclo de vida
En una parte de su ciclo de vida las prasinofitas forman una suerte de ficoma, es decir, una estructura de resistencia. Este "ficoma" posee paredes orgánicas gruesas y está asociado al ciclo reproductivo. Posee un gran potencial de preservación por lo que es de fundamental interés en la paleontología. Los fósiles de prasinofitas aparecen asociados a depósitos marinos y a aguas salobres, pocas especies se encuentran en depósitos de agua dulce.

## Filogenia

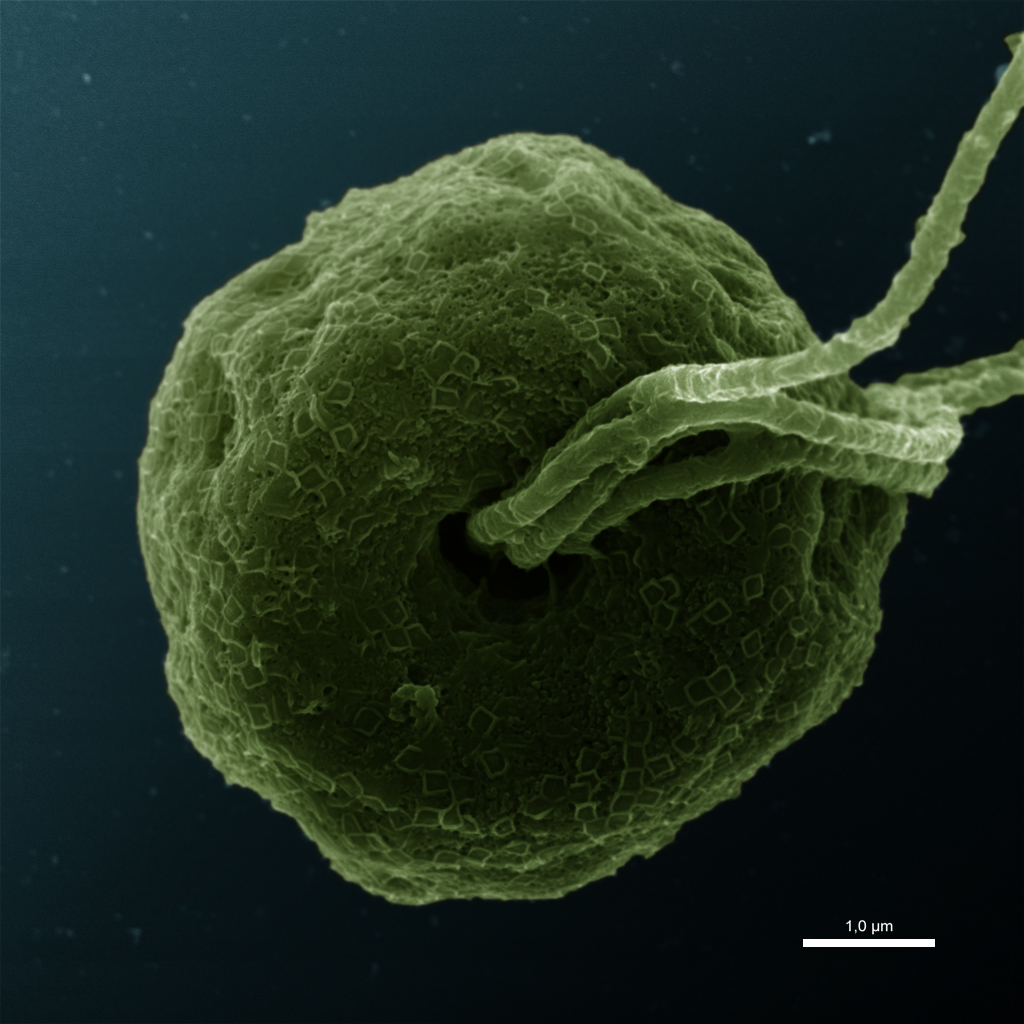
Pyramimonas.

Las prasinofitas son un grupo parafilético debido a que de él descienden grupos de Chlorophyta más evolucionados, está conformado por varios grupos monofiléticos, algunos de los cuales no están aún definidos o identificados. Según el análisis multigénetico las relaciones entre los grupos más estudiados es la siguiente:
|  | Mamiellophyceae (clado II) |
|  |                            |
|  | Pyramimonadales (clado I)  |
|  |                            |

|  | Picocystis (clado VII)                           |
|  |                                                  |
|  | Chlorophytina (otras clorofitas no prasinofitas) |
|  |                                                  |

|  | Mamiellophyceae (clado II) |
|  |                            |
|  | Pyramimonadales (clado I)  |
|  |                            |

|  | Picocystis (clado VII)                           |
|  |                                                  |
|  | Chlorophytina (otras clorofitas no prasinofitas) |
|  |                                                  |

|  | Mamiellophyceae (clado II) |
|  |                            |
|  | Pyramimonadales (clado I)  |
|  |                            |

|  | Picocystis (clado VII)                           |
|  |                                                  |
|  | Chlorophytina (otras clorofitas no prasinofitas) |
|  |                                                  |

|  | Mamiellophyceae (clado II) |
|  |                            |
|  | Pyramimonadales (clado I)  |
|  |                            |

|  | Picocystis (clado VII)                           |
|  |                                                  |
|  | Chlorophytina (otras clorofitas no prasinofitas) |
|  |                                                  |